# Friedrich Scherfke
Friedrich Scherfke, noto anche come Fryderyk Scherfke (Poznań, 7 settembre 1909 – Bad Soden am Taunus, 15 settembre 1983), è stato un calciatore polacco naturalizzato tedesco, di ruolo attaccante.

## Biografia
Di etnia tedesca, Scherfke nacque a Poznań nel 1909 da Gustaw Fryderyk e Albertyna Krenz, e rimase a vivere nella città anche dopo la prima guerra mondiale, quando la città passò alla Polonia. Frequentò con il fratello Günther il locale liceo della minoranza tedesca.
Dopo la campagna di Polonia, dopo essere stato arruolato nella Lutwaffe, venne scelto come presidente e capitano del 1. FC Posen.
Venne però successivamente allontanato dalla società perché ritenuto inaffidabile dalle autorità dato che mantenne contatti con i suoi ex compagni del Warta Poznań ed approfittò della sua posizione per aiutare loro ed i loro cari a sfuggire dalle persecuzioni naziste. Tra le persone aiutate si possono ricordare gli ex-compagni di squadra Marian Fontowicz, Bolesław Gendera, Michał Flieger, Zbigniew Szulc ed indirettamente il fratello Günther, che fu risparmiato dall'Armia Krajowa per i meriti di Friedrich.
Dal 1942 venne impiegato attivamente sul fronte, venendo ferito nel gennaio 1945 dai partigiani jugoslavi e, nel maggio 1945 fu catturato dalla British Army, venendo liberato dopo tre mesi.
Terminata la guerra dovette lasciare Poznań perché le autorità polacche non gli riconobbero i meriti a favore dei suoi ex compagni di squadra e dei loro congiunti, venendo etichettato come collaborazionista della Gestapo, e si trasferì con la famiglia dapprima in Senftenberg e poi, rimasto vedovo, a Berlino Ovest dove aprì un negozio di mobili. Negli anni '80 si trasferì in Assia dal figlio Michael.

## Carriera

### Club
Con 131 reti in campionato fu tra i più prolifici attaccanti polacchi della sua epoca, assieme a Teodor Peterek. Si formò e giocò nel Warta Poznań sino al 1939, vincendo il campionato 1929.
Nel 1940, dopo la campagna di Polonia, Scherfke venne scelto come presidente e capitano del 1. FC Posen.

### Nazionale
Disputò con la Nazionale polacca i Giochi Olimpici del 1936 ed i mondiali del 1938. Ai mondiali francesi del 1938 segnò su calcio di rigore una rete nella sfida persa per 6-5 contro il Brasile.

## Statistiche

### Cronologia presenze e reti in Nazionale
| Cronologia completa delle presenze e delle reti in nazionale ― Polonia | Cronologia completa delle presenze e delle reti in nazionale ― Polonia | Cronologia completa delle presenze e delle reti in nazionale ― Polonia | Cronologia completa delle presenze e delle reti in nazionale ― Polonia | Cronologia completa delle presenze e delle reti in nazionale ― Polonia | Cronologia completa delle presenze e delle reti in nazionale ― Polonia | Cronologia completa delle presenze e delle reti in nazionale ― Polonia | Cronologia completa delle presenze e delle reti in nazionale ― Polonia |
| Data                                                                   | Città                                                                  | In casa                                                                | Risultato                                                              | Ospiti                                                                 | Competizione                                                           | Reti                                                                   | Note                                                                   |
| ---------------------------------------------------------------------- | ---------------------------------------------------------------------- | ---------------------------------------------------------------------- | ---------------------------------------------------------------------- | ---------------------------------------------------------------------- | ---------------------------------------------------------------------- | ---------------------------------------------------------------------- | ---------------------------------------------------------------------- |
| 2-10-1932                                                              | Varsavia                                                               | Polonia                                                                | 2 – 1                                                                  | Lettonia                                                               | Amichevole                                                             | -                                                                      |                                                                        |
| 12-5-1935                                                              | Vienna                                                                 | Austria                                                                | 5 – 2                                                                  | Polonia                                                                | Amichevole                                                             | -                                                                      |                                                                        |
| 15-9-1935                                                              | Breslavia                                                              | Germania                                                               | 1 – 0                                                                  | Polonia                                                                | Amichevole                                                             | -                                                                      |                                                                        |
| 3-9-1935                                                               | Bucarest                                                               | Romania                                                                | 4 – 1                                                                  | Polonia                                                                | Amichevole                                                             | -                                                                      | 75’                                                                    |
| 16-2-1936                                                              | Bruxelles                                                              | Belgio                                                                 | 0 – 2                                                                  | Polonia                                                                | Amichevole                                                             | -                                                                      |                                                                        |
| 6-9-1936                                                               | Belgrado                                                               | Jugoslavia                                                             | 9 – 3                                                                  | Polonia                                                                | Amichevole                                                             | -                                                                      |                                                                        |
| 13-9-1936                                                              | Varsavia                                                               | Polonia                                                                | 1 – 1                                                                  | Germania                                                               | Amichevole                                                             | -                                                                      |                                                                        |
| 4-10-1936                                                              | Copenaghen                                                             | Danimarca                                                              | 2 – 1                                                                  | Polonia                                                                | Amichevole                                                             | -                                                                      |                                                                        |
| 23-6-1937                                                              | Varsavia                                                               | Polonia                                                                | 3 – 1                                                                  | Svezia                                                                 | Amichevole                                                             | -                                                                      |                                                                        |
| 22-5-1938                                                              | Varsavia                                                               | Polonia                                                                | 6 – 0                                                                  | Irlanda                                                                | Amichevole                                                             | -                                                                      |                                                                        |
| 5-6-1938                                                               | Strasburgo                                                             | Brasile                                                                | 6 – 5                                                                  | Polonia                                                                | Mondiali 1938                                                          | 1                                                                      |                                                                        |
| 25-9-1938                                                              | Riga                                                                   | Lettonia                                                               | 2 – 1                                                                  | Polonia                                                                | Amichevole                                                             | -                                                                      | Cap.                                                                   |
| Totale                                                                 |                                                                        | Presenze                                                               | 12                                                                     |                                                                        | Reti                                                                   | 1                                                                      |                                                                        |

## Palmarès

### Club

#### Competizioni nazionali
- Campionato polacco: 1

Warta Poznań: 1929